# جاك هاريسون
جاك هاريسون (بالإنجليزية: Jack Harrison)‏ (20 نوفمبر 1996 ستوك أون ترينت المملكة المتحدة - ) هو لاعب كرة قدم بريطاني يلعب كلاعب وسط.

## روابط خارجية
- جاك هاريسون على موقع الاتحاد الأوربي (الإنجليزية)
- جاك هاريسون على موقع الدوري الأمريكي (الإنجليزية)
- جاك هاريسون على موقع قاعدة بيانات كرة القدم.إي يو (الإنجليزية)
- جاك هاريسون على موقع Soccerbase.com (لاعب) (الإنجليزية)
- جاك هاريسون على موقع Soccerway.com (الإنجليزية)
- جاك هاريسون على موقع عالم كرة القدم.نت (الإنجليزية)
- جاك هاريسون على موقع AS.com (الإسبانية)